# Znana yaksha
Znana yaksha – gatunek pluskwiaka z rodziny bezrąbkowatych i podrodziny Typhlocybinae. Jedyny z monotypowego rodzaju Znana. Występuje w północnej części Borneo.

## Taksonomia
Rodzaj i gatunek opisane zostały po raz pierwszy w 1994 roku przez Irenę Dworakowską. Opisu dokonano na podstawie czterech samców i dwóch samic odłowionych w 1982 roku na terenie Parku Narodowego Ulu Temburong w Brunei. Materiał typowy zdeponowano w Muzeum Historii Naturalnej w Londynie.
Za najbliższego krewnego Znana uważa się rodzaj Apheliona. Taksony te dzielą synapomorfię w postaci połączenia mezokoksytów dziewiątego i dziesiątego segmentu odwłoka. Jako apomorfię rodzaju Znana wskazuje się natomiast wyspecjalizowaną budowę płytki subgenitalnej.

## Morfologia
Pluskwiak o ciele długości od 3,8 do 3,9 mm, dość tęgiej budowy. Głowa na wysokości oczu złożonych jest u niego wyraźnie szersza niż przedplecze. Ubarwienie głowy jest beżowe z brązowym spodem przedustka oraz z dużą, czarną łatą położoną grzbietowo-środkowo względem jasnych przyoczek, które to są oddalone od szwów czołowych bocznych i położone bliżej oczu złożonych. Szew koronalny przechodzi na twarz, osiągając jako szew pośrodkowy wysokość przyoczek. 
Przedplecze jest na przedzie beżowe, pośrodku brązowe, w tyle zaopatrzone w szeroką przepaskę poprzeczną obrzeżoną nieregularnymi liniami brązowymi, a na tylnej krawędzi jasne. Śródplecze ma tarczę i tarczkę koloru brązowawego. Przednie skrzydło jest jasnobeżowe z brązowym brzegiem kostalnym. Spośród komórek apikalnych czwarta jest wyraźnie zwężona ku nasadzie, trzecia osiadła lub zaopatrzona w szypułkę, a druga u podstawy kwadratowa. Użyłkowanie skrzydła tylnego cechuje się rozwidleniem żyłki kubitalnej przedniej (CuA) położonym bardziej wierzchołkowo niż punkt połączenia tejże żyłki z żyłką medialną tylną.
Odwłok ma drugi sternit z apodemami sięgającymi poza tylną krawędź czwartego sternitu. U  samicy odwłok ma brązowy dziewiąty tergit oraz beżowy siódmy sternit. Walwa samicy jest beżowa z brązową wierzchołkową ⅓. Genitalia samca umieszczone są niemal kulistej kapsule genitalnej. Sięgająca daleko poza tę kapsułę, silnie zesklerotyzowana i pigmentowana płytka subgenitalna ma rzeźbę z piłkowanych łusek i charakterystyczną chetotaksję. Edeagus ma rurkowaty trzon o odcinku nasadowym zredukowanym do błoniastej nasady wąskiej apodemy centralnej. Konektywa jest krótka, szeroka, blaszkowata i pozbawiona jest płata środkowego. Przysadziste paramery mają odcinki doogonowe niewiele dłuższe niż ich część pozostała.  

## Ekologia i występowanie
Owad ten zasiedla wilgotne lasy równikowe. Jest fitofagiem ssącym soki roślin z rodziny bobowatych.
Owad endemiczny dla Brunei na Borneo w krainie orientalnej. Znany jest wyłącznie z lokalizacji typowej w Parku Narodowym Ulu Temburong. Spotykany był na wysokości 300 m n.p.m.